# Celiptera pallidior
Celiptera pallidior är en fjärilsart som beskrevs av Achille Guenée 1852. Celiptera pallidior ingår i släktet Celiptera och familjen nattflyn. Inga underarter finns listade i Catalogue of Life.